# اینار گالیله
اینار گالیله (انگلیسی: Einar Galilea؛ زادهٔ ۲۲ مهٔ ۱۹۹۴) بازیکن فوتبال اهل اسپانیا است.
از باشگاه‌هایی که در آن بازی کرده‌است می‌توان به باشگاه فوتبال دپورتیوو آلاوس و باشگاه فوتبال سوشو اشاره کرد.